# Veiga (Navia)
Veiga (em asturiano e galego de Astúrias) ou Puerto de Vega (em castelhano) é uma vila e paróquia civil do concelho (município) de Návia,  na província e Principado das Astúrias, Espanha. Tem 4,74 km² de área e em 2015 tinha 1 896 habitantes (densidade: 400 hab./km²), distribuídos entre as povoações de Veiga (Puerto de Vega), Santa Marina, Soirana, Veigancima (Vega de Cima) e Vigu (Vigo).
O seu nome foi durante séculos Vega de Navia, tendo mudado para Veiga no início do século XX, razão pela qual em toda a comarca circundante é denominada coloquialmente Vega.
Em Veiga morreu em 1811 o ilustrador asturiano Gaspar Melchor de Jovellanos, na casa de Trelles Osorio.
As principais festividades da localidade são entre 7 e 10 de setembro, no qual se festeja a Virgem da Atalaia (Virgen de la Atalaya), e a 18 de Julho em Santa Marina. Também é muito procurada pela sardinhada no verão.